# Академија драмских умјетности Универзитета у Тузли
Академија драмских умјетности Универзитетa у Тузли је основан 28. децембра 1998. године, зарад школовања кадра у телевизији, радију и позоришту. Академију је основала скупштина Тузланско-подрињског кантона (тадашњи назив за Тузлански кантон). Понекад се спомиње под именом Академија драмских умјетности (позориште, филм, радио и ТВ) Универзитета или само по скраћеницом АДУ.
Поред професора, доцената и асистената, у извођењу наставе помажу људи из праксе, један од њих је Сеад Делић, бивши генерал Армије Босне и Херцеговине и командант другог корпуса.

## Студијски програм
На Академији драмских умјетности постоје два циклуса студија за два смера.
Први смер је студијски програм глумац првог циклуса где дипломирани студенти добијају звање Бачелор глумац, док дипломирани студенти другог циклуса добијају звање Магистар умјетности глумац.
Други смер је студијски програм продуцент првог циклуса где дипломирани студенти добијају звање Бачелор продуцент, док дипломирани студенти другог циклуса добијају звање Магистар умјетности продуцент.